# Luíz Antonio dos Santos
Luíz Antonio dos Santos (Volta Redonda, Río de Janeiro, 6 de abril de 1964-Taubaté, São Paulo, 6 de noviembre de 2021) fue un atleta brasileño, especializado en la prueba de maratón en la que llegó a ser medallista de bronce mundial en 1995.

## Carrera deportiva
En el Mundial de Gotemburgo 1995 ganó la medalla de bronce en la maratón (única medalla de Brasil en esta competición), recorriendo los 42,195 km en un tiempo de 2:12:49 segundos, tras el español Martín Fiz (oro) y el mexicano Dionicio Cerón (plata). Ganó en dos ocasiones la maratón de Chicago.
También se hizo con el triunfo en dos ediciones del maratón de Chicago (1993 y 1994). Así mismo, concluyó en la décima posición en los Juegos Olímpicos de Atlanta 1996, en Estados Unidos. Obtuvo su récord personal en el maratón de Róterdam (1997), en Holanda, con un tiempo de 2:08:55 segundos.
En 2005 decidió concluir su carrera deportiva como atleta. Inició los estudios para ser entrenador y creó LUASA, un equipo que es la abreviatura de su nombre. Dicho equipo mantiene un intercambio con corredores africanos de larga distancia, especialmente de Kenia, que se trasladan a Brasil para entrenar y competir en carreras callejeras.
Falleció a los 57 años, a causa de un paro cardíaco en la ciudad de Taubaté, en el interior de São Paulo, mientras veía la televisión en su casa. Sus restos mortales descansan en el Cementerio de Retiro.